# Zdeněk Lenhart
Zdenĕk Lenhart, född 1948 i Brno, tjeckoslovakisk orienterare som tog två VM-brons i stafett 1970 och 1979.
Lenhart började orientera 1961 och var med i det tjeckoslovakiska landslaget 1969–1981. Han är sedan 1969 även kartritare och har ritat kartor i ett flertal länder, han ansvarar också för det officiella arkivet för tjeckiska orienteringskartor.